# Quitaiaiú
Quitaiaiú, jedno od brojnih plemena Tapuya koja su živjela na području današnje brazilske države Ceará u blizini planina Ibiapaba i Piaui. Spominju se uz još niz plemena koja su bila podređena Tabajarama